# Доброполье (Белгородская область)
Доброполье — поселок Грайворонского района Белгородской области. Входит в состав Горьковского сельского поселения.

## История
В 1968 г. указом президиума ВС РСФСР поселок Кировского отделения совхоза «Большевик» наименован в Доброполье.

## Население
| 2002 | 2010 |
| ---- | ---- |
| 76   | ↘52  |